# Orbamia octomaculata
Orbamia octomaculata là một loài bướm đêm trong họ Geometridae.